# Décès en 1011
Décès
- 1007
- 1008
- 1009
- 1010
- 1011
- 1012
- 1013
- 1014
- 1015

Cette page dresse une liste de personnalités mortes au cours de l'année 1011 :
- 9 février : Bernard Ier de Saxe, duc de Saxe (° 976)[1].
- 23 février : Willigis de Mayence, archevêque de Mayence.
- 5 novembre : Mathilde II d'Essen, abbesse germanique qui fut abbesse de l'abbaye d'Essen.
- 21 novembre : Reizei, soixante-troisième empereur du Japon.

- Gauthier Ier d'Oisy, sire d'Oisy et de Crèvecœur, Châtelain de Cambrai.
- Ichijō, soixante-sixième empereur du Japon.
- Jayaviravarman, roi de l'Empire khmer.
- Soumbat de Klarjéthie, prétendant au trône de Géorgie et un roi auto-proclamé de Tao-Klarjéthie.
- Uma no Naishi, poétesse et courtisane japonaise du milieu de l'époque de Heian.

## Crédit d'auteurs
- Cet article est partiellement ou en totalité issu de l'article intitulé « 1011 » (voir la liste des auteurs).